# 1976年モントリオールオリンピックのポルトガル選手団
1976年モントリオールオリンピックのポルトガル選手団（1976ねんモントリオールオリンピックのポルトガルせんしゅだん）は、1976年7月17日から8月1日にかけてカナダのモントリオールで開催された1976年モントリオールオリンピックのポルトガル選手団、およびその競技結果。

## 概要
今大会は銀メダル2個、合計2個のメダルを獲得した。
ポルトガル勢がメダルを獲得したのは1960年ローマオリンピック以来4大会ぶり。

## メダル
| メダル | 選手名           | 競技 | 種目       |
| ------ | ---------------- | ---- | ---------- |
| 銀     | カルロス・ロペス | 陸上 | 男子10000m |